# HK Novi Sad
Le HK Novi Sad (serbe ХК Нови Сад) était un club de hockey sur glace de Novi Sad en Serbie. Il évoluait dans le Championnat de Serbie de hockey sur glace.

## Historique
Le club est créé en 1998.

## Palmarès
- Aucun titre.